# Umschlagsrecht
Das  Umschlagsrecht wurde einer Stadt vom jeweiligen Landesfürsten verliehen. Durchziehende Kaufleute wurden hierdurch verpflichtet, ihre Waren vom bisherigen Transportmittel abzuladen, auf Transportmitteln der Stadt, etwa Schiffen oder Karren, weiterzubefördern (Rodfuhr) und zu günstigen Bedingungen feilzubieten (Feilbietungszwang). Zusammen mit dem Umschlagsrecht hatten die Städte meistens ein Stapelrecht.